# Pfarrkirche Aggsbach-Dorf

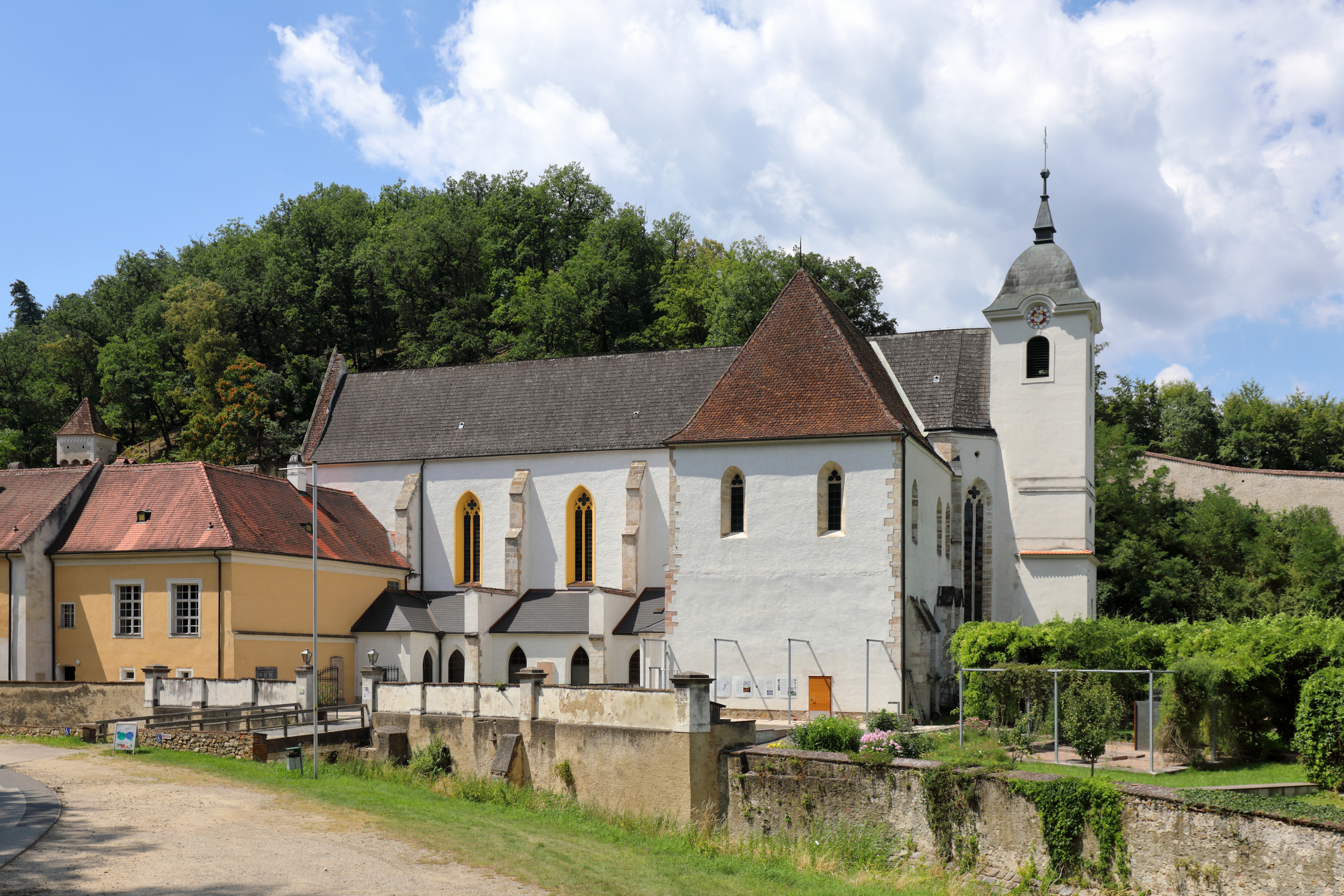
Pfarrkirche Mariä Himmelfahrt in Aggsbach-Dorf

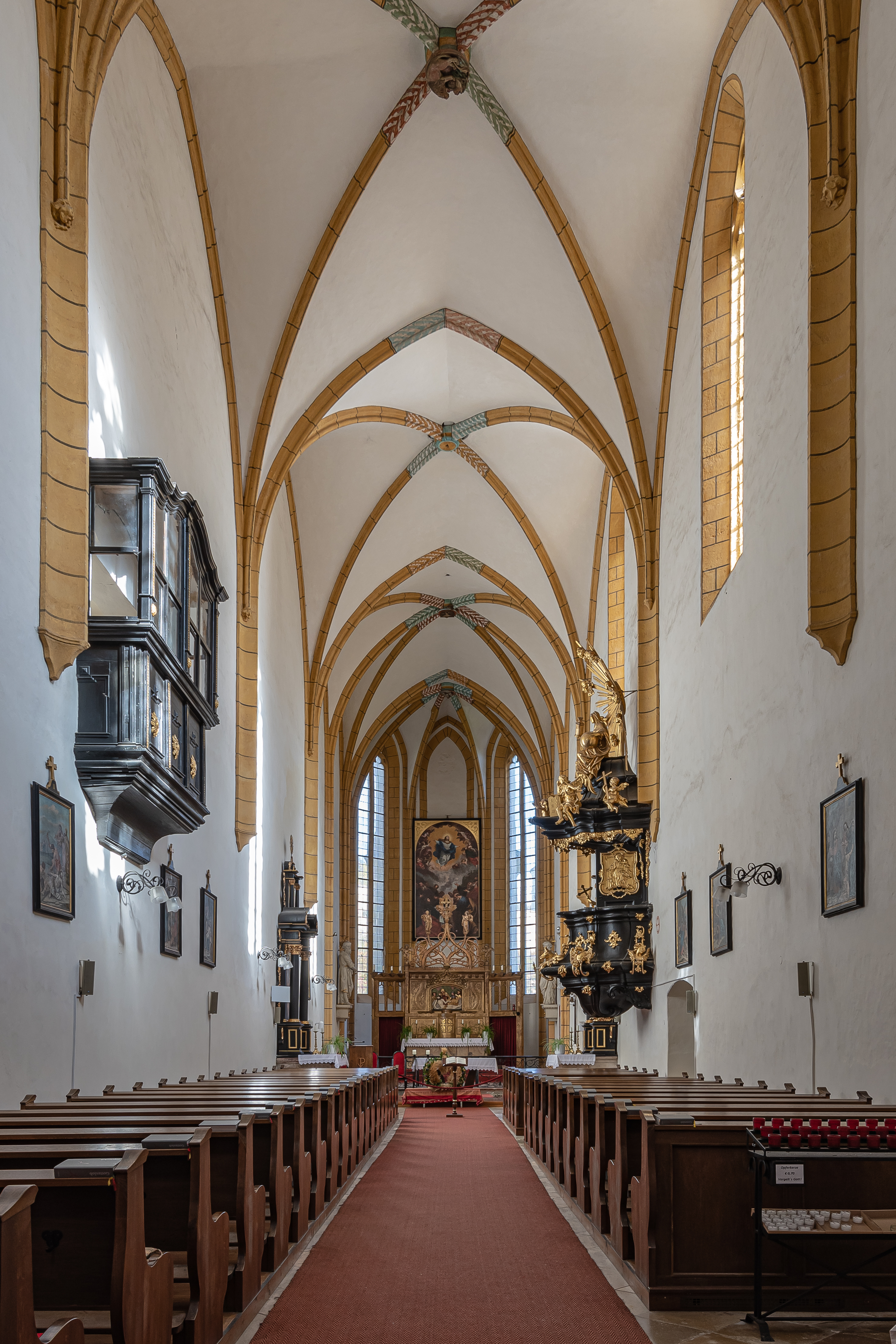
Langhaus, Blick zum Chor

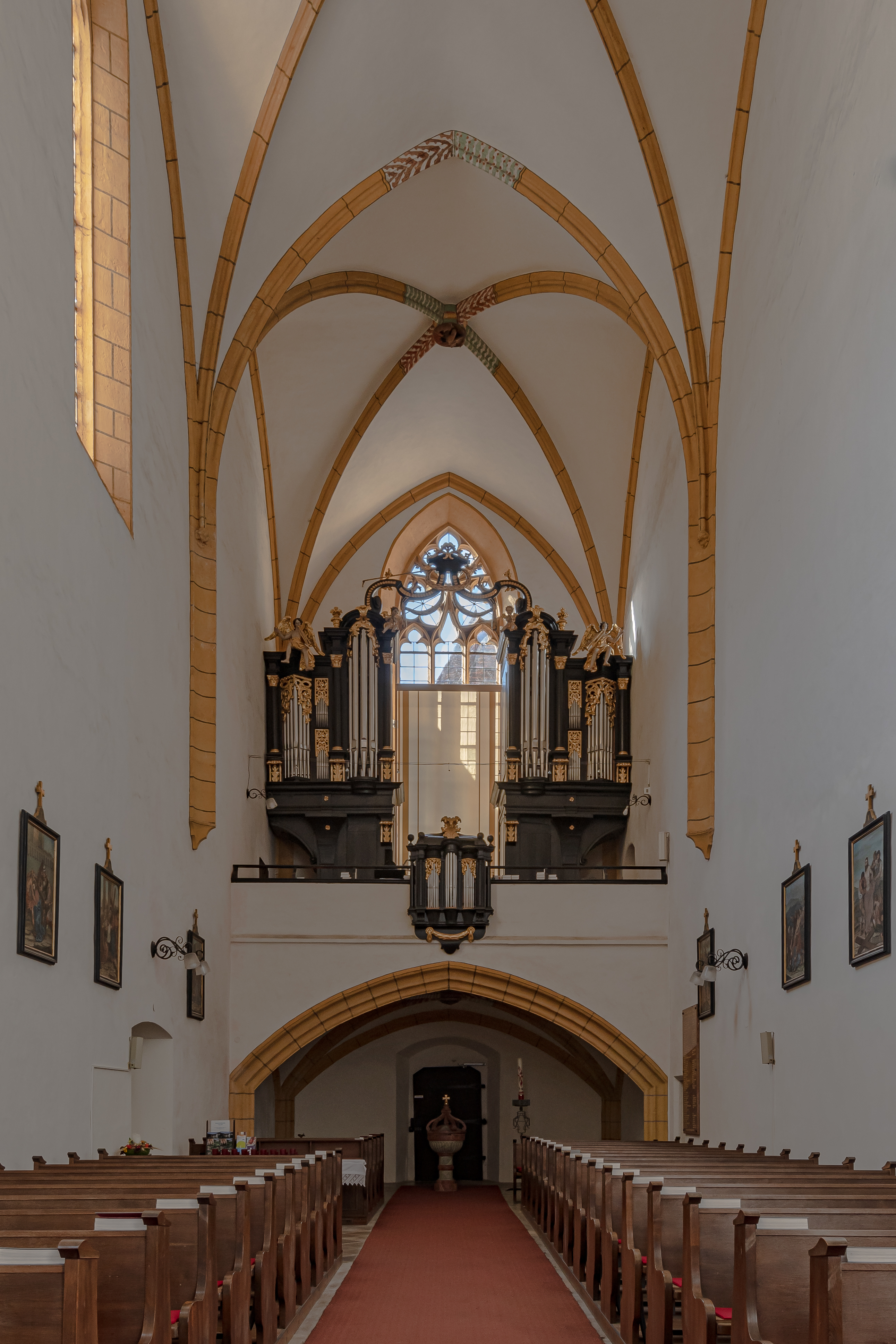
Langhaus, Blick zur Empore

Die Pfarrkirche Aggsbach-Dorf steht als ehemalige Klosterkirche in baulicher Verbindung mit der Kartause Aggsbach in Aggsbach-Dorf in der Marktgemeinde Schönbühel-Aggsbach im Bezirk Melk in Niederösterreich. Die auf das Fest Mariä Himmelfahrt geweihte römisch-katholische Pfarrkirche gehört seit dem 1. Jänner 2022 zum Dekanat Melk (davor zum Dekanat Göttweig) in der Diözese St. Pölten. Die Kirche steht unter Denkmalschutz (Listeneintrag).

## Geschichte
Der Bau der ehemaligen Kartäuserkirche wurde um 1373 begonnen, vor 1380 vollendet und 1392 geweiht. 1782/1784 wurde aus der Klosterkirche eine Pfarrkirche. Nördlich am Chorhaupt wurde für die Pfarrkirche 1795 ein Turm angebaut. Ab 1967 wurde die Kirche restauriert. 2001 erhielt die Pfarrkirche eine neue zweimanualige Orgel, die in das historische Gehäuse eingebaut wurde.

## Architektur
Kirchenäußeres
Der lange und schmale einheitliche nach Norden ausgerichtete Kirchenbau hat einen Fünfachtelschluss in der Breite des Langhauses und schließt westlich ganz knapp an eine steile Felswand an. Die Kirche hat schlanke zweiteilige spitzbogige Maßwerkfenster mit Bogenquadrat und Kreise mit Vierpässen, in der schmalen südlichen Giebelwand ein dreiteiliges Maßwerkfenster mit gekippten Bogenquadraten mit Vierpässen und einem mittigen spitzen Kielbogen.
Kircheninneres
Der extrem lange, gestreckte, schmal und hoch proportionierte Saalraum ohne Einziehung zwischen Langhaus und Chor hat vier Joche im Langhaus und ein Chorjoch mit dem Fünfachtelschluss. Die Langhausjoche haben Kreuzrippengewölbe auf doppelt gehöhlten Diensten auf gelappten Abläufen, Birnstabrippen auf Blattkonsolen und drei skulpturierten Schlusssteinen mit den Darstellungen Phönix, Pelikan mit einem Jungen, Löwe mit einem Jungen (Physiologos).

## Einrichtung
Die ursprüngliche bedeutende Gruppe von sechs Altären wurde großteils in das Stift Herzogenburg übertragen, darunter der bemerkenswerte Altar von Jörg Breu dem Älteren aus 1501.
Den Hochaltar als frei stehenden Schreinaltar schuf Friedrich Obmann 1911 nach einem Entwurf von Dagobert Peche.
2001 errichtete Orgelbaumeister Christoph Allgäuer im historischen Gehäuse eine neue Orgel. Die zweimanualige Orgel weist insgesamt 16 klingende Register auf. Im Hauptwerk sind dies: Prinzipal 8′, Oktave 4′, Superoktave 2′, Mixtur 4-fach, Portun 8′, Flöten 4′, Quinte 2 2/3′, Terz 1 3/5′. Im Brüstungspositiv stehen vier Register: Coppel 8′, Flöte 4′, Prinzipal 2′, Zimbel 2-fach. Für das Pedal stehen Subbass 16′, Oktavbass 8′, Choralbass 4′ und das Zungenregister Posaune 8′ bereit.